# Praschma

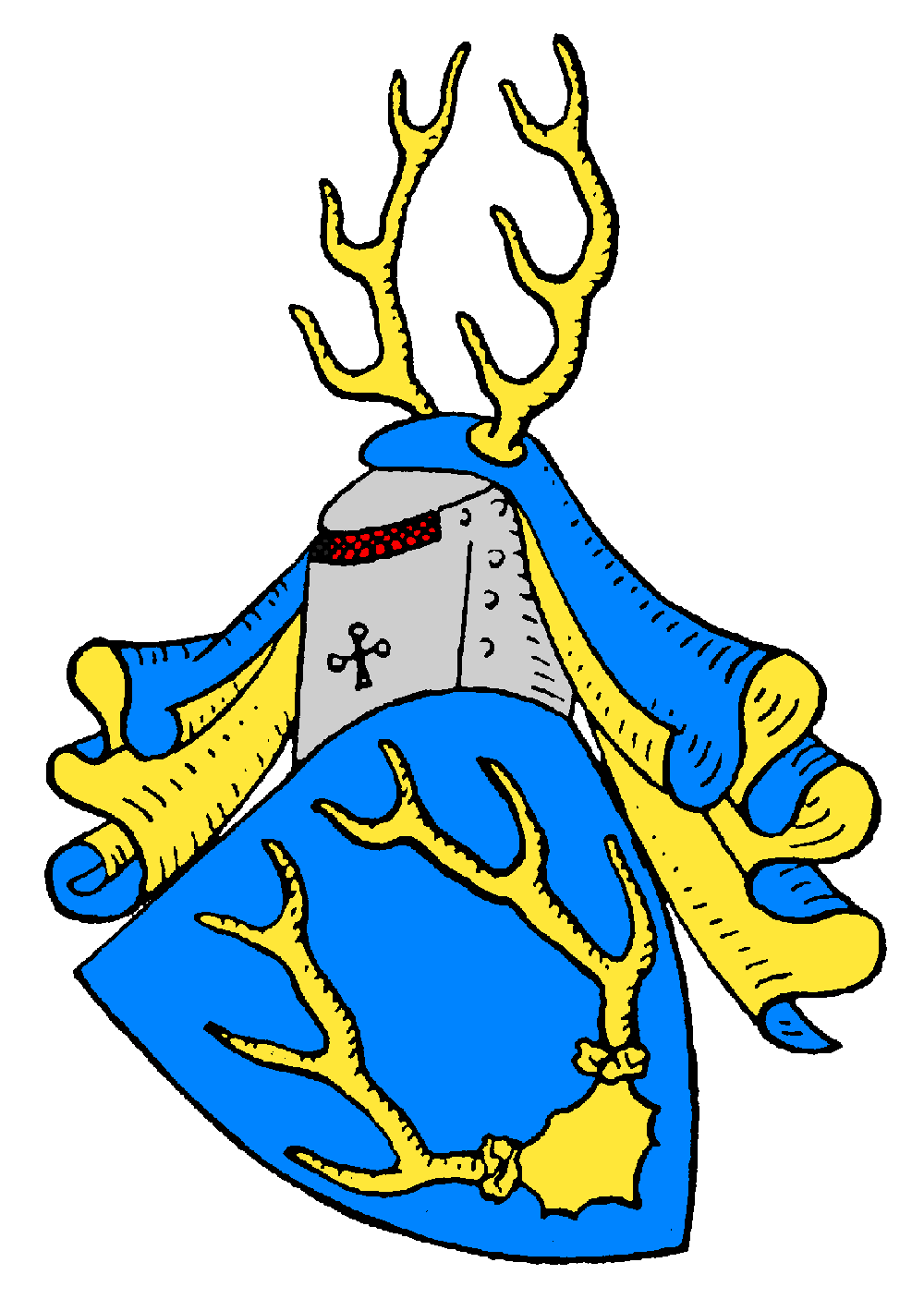
Stammwappen derer von Praschma bzw. von Belkow

Praschma (tschechisch Pražmové z Bílkova, auch Páni z Bílkova) ist der Name eines mährischen Uradelsgeschlechts.

## Geschichte

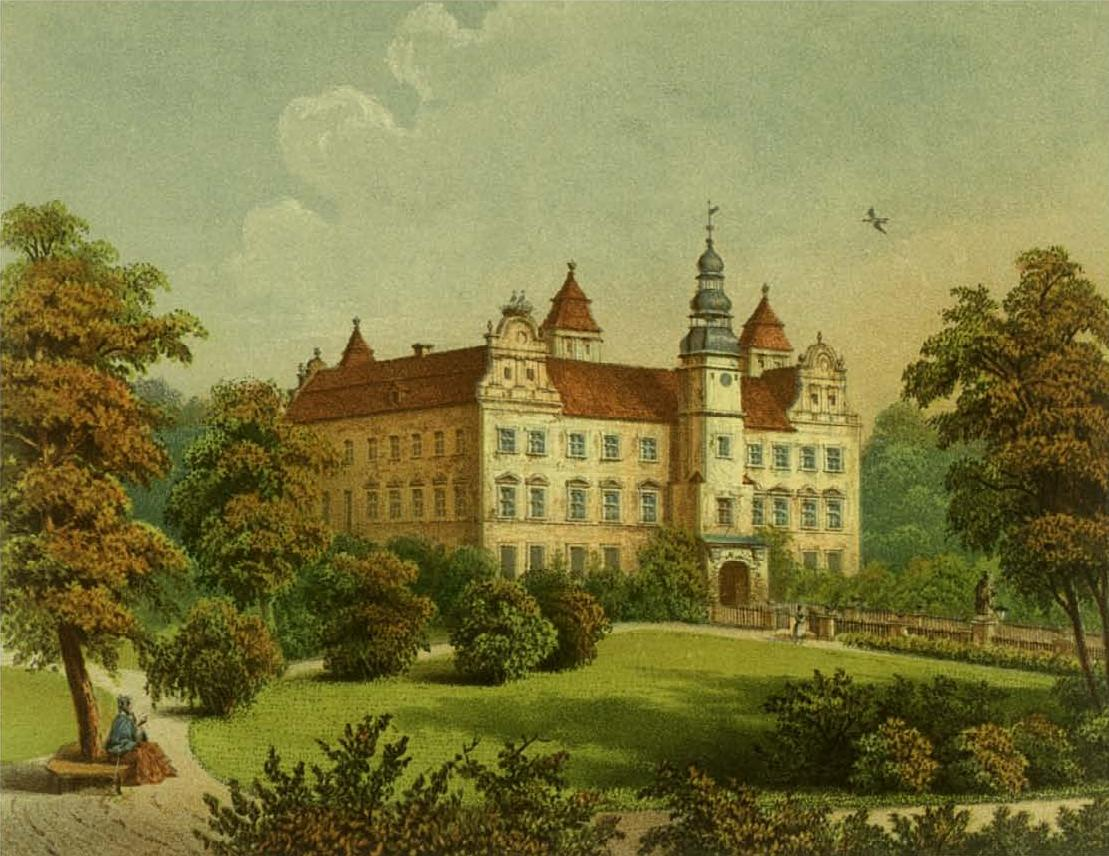
Schloss Falkenberg, Gemälde aus der Mitte des 19. Jahrhunderts, Alexander Duncker

Das Geschlecht erscheint urkundlich erstmals 1253 mit Smil von Belkow, Burggraf von Vöttau, der 1278 auf dem Marchfeld gefallen ist, und seinen Brüdern Marquard, Ratibor und Jarosch von Belkow. Belkow (Bilkau) ist zu diesem Zeitpunkt die Stammburg der Familie im südwestlichen Mähren. Nach dem nördlich Olmütz gelegenen Besitz Chudwein (Chudobín) nennt sich 1417 Beneš Chudobin erstmals „Pražma“. Mit Wappenbestätigung in Wien vom 30. April 1625 werden die Brüder und Vettern Karl, Benedikt, Johann und Wilhelm Pražma von Bilkov durch Kaiser Ferdinand II. in den Freiherrenstand erhoben. In den böhmischen Grafenstand wird der Oberstlandrichter Hans Bernhard Praschman, Freiherr von Bilkaw, Herr auf Wagstadt, durch Kaiser Ferdinand III. am 24. Mai 1655 in Preßburg erhoben.
Johann erwarb 1639 die schlesische Herrschaft Rybnik, ehemaliger Besitz der Fürsten Lobkowicz. Seine Tochter aus dritter Ehe, Anna Helene, war verheiratet mit Hartwig Erdmann von Eichendorff, einem Vorfahren des Dichters Joseph von Eichendorff. Diese Linie der Familie, deren Nachkommen auch später noch im Raum Rybnik siedelten, starb mit Johann Bernhard III. Praschma im frühen 18. Jahrhundert aus.
Die erste Linie der Genealogie setzte Wilhelm Graf Praschma (1677–1731) fort, seit 1712 königlicher Landeshauptmann des Herzogtums Wohlau. Von seiner Mutter, Maria Ludovica Gräfin Oppersdorf († 1737), hatte er die Herrschaft Friedek im Herzogtum Teschen übernommen. Aus seiner dritten Ehe mit Caroline Gräfin Almesloe (1706–1770) ging Johann Nepomuk (1726–1804) hervor, der 1777 südöstlich von Friedek den Ort Praschma gründete.
Johann, verheiratet mit Maria Gräfin Zierotin (1723–1786) auf Schloss Falkenberg, Falkenberg, im Herzogtum Oppeln, konzentrierte sich auf die Verwaltung dieser Herrschaft und verkaufte 1798 Friedek an Marie Christine von Österreich, eine Tochter der Erzherzogin Maria Theresia, verheiratete Sachsen-Teschen. Damit endete die Siedlungsgeschichte der Familie der Grafen Praschma in Friedeck. Johanns Sohn gleichen Namens (1756–1822) erwarb durch Heirat mit Maria Anna Gräfin Zierotin (1761–1793) die Herrschaft Falkenberg. Das Schloss blieb auch später bis zur Vertreibung der Familie 1945 als Folge des Zweiten Weltkrieges Sitz der Familie.
Die heute in Deutschland, Südafrika, Österreich und den USA lebenden Nachkommen entstammen in drei neu entstandenen Linien einem Enkel Johann Nepomuks, dem Reichstagsabgeordneten Friedrich Wilhelm Graf Praschma auf Schloss Falkenberg (1833–1909), der mit Maria Gräfin zu Stolberg-Stolberg (1843–1918) verheiratet war. Deren Sohn war der Politiker Hans Graf Praschma. Von dessen Sohn Friedrich-Leopold stammt auch der derzeitige Chef der Familie Michael Praschma ab.
Justus Graf von Praschma wurde von Maria Bertha Gräfin von Korff genannt Schmising Kerssenbrock, geb. Gräfin Westerholt (1907–1998), adoptiert und erbte Schloss Brincke in Westfalen.

### Linie Sachsen-Altenburg
Der letzte Herzog von Sachsen-Altenburg, Ernst II., dankte am 13. November 1918 ab und lebte bis zu seinem Tode im Jahre 1955 in der DDR. Die Familie Sachsen-Altenburg ist 1991 im Mannesstamm erloschen. Jedoch adoptierte die Großnichte von Herzog Georg von Sachsen-Altenburg, Prinzessin Marie (1888–1947), im Jahr 1939 Theodor Franz Graf Praschma (* Breslau 1934) als Prinz von Sachsen-Altenburg, Herzog zu Sachsen, Graf Praschma, Freiherr von Bilkau und sorgte auf diese Weise dafür, dass der Name Sachsen-Altenburg erhalten blieb, wenn auch nicht im Stamme der Wettiner. Franz Prinz von Sachsen-Altenburg starb 2012. Sein Sohn ist Henning Prinz von Sachsen-Altenburg.

## Wappen

Wappen der Grafen Praschma, Freiherren von Bilkau

- Das Stammwappen zeigt in Blau ein goldenes Hirschgeweih. Auf dem Helm mit blau-goldenen Decken das Geweih.
- Das Wappen anlässlich der Erhebung in den Grafenstand 1655 ist gleich dem Stammwappen, nur ruht zwischen Helm und Schild die Grafenkrone

## Personen
- Friedrich Graf von Praschma auf (Schloss) Falkenberg (* 1786; † 1860), Vater von Friedrich Wilhelm Graf Praschma
- Johanna Hedwig Gräfin Praschma, geb. Gräfin Schaffgotsch (* 1797; † 1867), Sternkreuzdame und Ehefrau von Friedrich Graf von Praschma auf Falkenberg
- Friedrich Wilhelm Graf Praschma (* 1833; † 1909), Rittergutsbesitzer und Politiker der Zentrumspartei
- Hans Graf Praschma (* 1867; † 1935), schlesischer Gutsbesitzer, Offizier und Politiker
- Ursula Gräfin Praschma, geb. Braun (* 1955), Vizepräsidentin des Bundesamtes für Migration und Flüchtlinge